# 언어 본능
《언어 본능》(The Language Instinct)은 스티븐 핑커의 1994년 언어학 저서이다.
핑커는 인간이 타고난 언어 능력을 가지고 태어난다고 주장한다. 그는 모든 인간의 언어가 보편문법의 증거를 보여준다는 노암 촘스키의 주장을 공감적으로 다루지만, 진화론이 인간의 언어 본능을 설명할 수 있다는 촘스키의 회의론에는 반대한다.